# دمبك بازار
دمبك بازار (بالفارسية: دمپک بازار) هي منطقة سكنية تقع في قسم باهوكلات الريفي (مقاطعة تشابهار) في إيران. يقدر عدد سكانها بـ 1,599 نسمة .